# Ludwik Najda
Ludwik Najda (ur. 17 sierpnia 1881 w Zbąszyniu, zm. 10 sierpnia 1975 w Lesznie) – polski działacz spółdzielczy, kolejarz, weteran powstania wielkopolskiego.

## Życiorys
Był synem Antoniego i Agnieszki. Uczestniczył w walkach powstańczych w Wielkopolsce w okolicach rodzinnego Zbąszynia. W czerwcu 1925 osiedlił się w Lesznie i podjął pracę na kolei; był zawiadowcą stacji, potem naczelnikiem Oddziału Ruchowo-Handlowego. Przeszedł na emeryturę w 1946. 
W okresie pracy zawodowej i na emeryturze udzielał się aktywnie w spółdzielczości mieszkaniowej, był też wieloletnim prezesem Kasy Zapomogowo-Pożyczkowej zrzeszającej leszczyńskich kolejarzy. Od 1935 do wybuchu II wojny światowej był członkiem rady nadzorczej Spółdzielczości Mieszkaniowej w Lesznie, po wojnie (1948–1964) pełnił funkcję skarbnika zarządu spółdzielni w Lesznie. Z jego inicjatywy powstawały samorządy mieszkańców na szczeblu osiedlowym.
Odznaczony został m.in. Wielkopolskim Krzyżem Powstańczym (1972), Krzyżem Kawalerskim Orderu Odrodzenia Polski (1975), odznaką "Zasłużony Działacz Ruchu Spółdzielczego" (1956), odznakami Centralnego Związku Spółdzielczości Mieszkaniowej (srebrna 1965, złota 1973). Jako weteran powstańczy był podporucznikiem rezerwy Wojska Polskiego. Żoną jego była Rozalia z Schildów.
Zmarł w Lesznie 10 sierpnia 1975. W 1978 imię Ludwika Najdy nadano ulicy na leszczyńskim osiedlu Grunwald.